# Josep Capell i Hernàndez
Josep Capell i Hernández (Almacelles, Segrià, 3 de novembre de 1914 – Barcelona, 15 d'agost de 1994) fou un pianista i compositor de sardanes i ballables.
Als quinze es trasllada a Mollerussa i seguint el consells del seu mestre Felicià Valls, de Lleida, es matricula al Conservatori del Liceu de Barcelona.
Fundà diverses formacions, algunes de les quals foren després cobles-orquestra com la Melodians i La Principal d'Urgell, que fundà el 1939 mentre residí a Mollerussa fins al 1951. S'incorpora a la cobla-orquestra Barcelona com a trombonista, pianista i director. El 1970 fundà a Barcelona la cobla orquestra Montjuïc de la qual fou també director fins a l'any 1976. Al marge de la sardana, va estar en el conjunt de Mario Visconti com a pianista i arranjador, va col·laborar amb Dodó Escolà i va crear el seu propi conjunt, Capell‑Santy.

## Obres seleccionades
- La meva saltirona, sardana
- Sardanes a Mollerussa, sardana
- Ara saltarem
- Apa nano, sardana
- Amor meu, sardana (Premi Joaquim Serra, 1982)
- Impetuosa (Premi Joaquim Serra, 1984)
- Apassionada, sardana (Premi Francesc Basil, 1986)